# Puisarn
Pui Isarn (en francès Peujard) és un municipi francès situat al departament de la Gironda i a la regió de la Nova Aquitània.

## Demografia
| 1962                                       | 1968 | 1975 | 1982 | 1990  | 1999  | 2007  |
| ------------------------------------------ | ---- | ---- | ---- | ----- | ----- | ----- |
| 585                                        | 596  | 598  | 879  | 1.039 | 1.399 | 1.655 |
| Des de 1962: població sense dobles comptes |      |      |      |       |       |       |

## Administració
| Període | Identitat         | Partit |
| ------- | ----------------- | ------ |
| 1983-   | Christian Mabille | PS     |